# باغ‌وحش ووپرتال
باغ‌وحش ووپرتال (به آلمانی: Zoologischer Garten Wuppertal or Zoo Wuppertal) یک باغ‌وحش ۲۴ هکتاری در ووپرتال، آلمان است. حدود ۵٬۰۰۰ جانور از ۵۰۰ گونه از سراسر جهان در این باغ‌وحش وجود دارند که شامل کپی‌ها، میمون‌ها، خرس‌ها، پلنگیان، فیل‌ها، پرندگان، خزندگان و ماهی‌ها می‌شود.

## تاریخچه
باغ‌وحش در ۵ دسامبر ۱۸۷۹ تأسیس شد. ساختمان مرکزی در ۸ سپتامبر ۱۸۸۱ با خود باغ‌وحش گشایش یافت. از این ۳۴ مورد حیوانات یک جفت گرگ و یک خرس بود. از آن زمان باغ‌وحش به طور پیوسته گسترش یافته است. محوطه گوریل به روز شده و به ۵۲۵ متر مربع (۵٬۶۵۰ فوت مربع) در سال ۲۰۰۶ تکمیل گشته و همزمان با ۱۲۵ امین سالگرد افتتاح باغ‌وحش گشایش یافت. بازدیدکنندگان می‌توانند از طریق یک پنجره شیشه‌ای بزرگ گوریل‌ها را مشاهده کنند. محوطه دریل (میمون) نیز در سال ۲۰۰۶ بازسازی شد.

در ۲۴ مه ۲۰۰۷ باغ‌وحش یک محوطه جدید برای شیرها و ببرها را باز کرد. ببرهای سیبری اکنون در چند محوطه در دره ببرها زندگی می‌کنند.

## نمایشگاه
محوطه‌های نوین و ساختمان‌های باغ‌وحش برای فیل‌ها و میمون‌ها وجود دارد یک خانه برای پرندگان با یک سالن مخصوص طراحی شده است که در آن پرندگان آزادانه می‌توانند مشاهده شوند و یک آکواریوم با تراریوم ترکیب شده‌اند.

## موقعیت
باغ‌وحش در قسمت غربی ووپرتال به اصطلاح بولتنبرگ بین البرفلد و یوینکل قرار دارد.

ترابری عمومی در مجاورت آن قرار دارد. ورود با خودرو از طریق اتوبان‌ ۴۶ ممکن است اما توصیه نمی‌شود چرا که پارکینگ‌های در عرض بسیار کوچک هستند. ایستگاه اس-بان راین-رور در نزدیکی باغ‌وحش است. باغ وحش ووپرتال همه روزه از ساعت 9:00 صبح تا 6:00 بعد از ظهر باز است.